# Herman Zaanen
Herman Adriaan (Herman) Zaanen (Rotterdam, 15 maart 1948) is een Nederlands roeier. Hij nam eenmaal deel aan de Olympische Spelen, maar won bij die gelegenheid geen medailles.
In 1972 maakt hij op 24-jarige leeftijd zijn olympisch debuut op de Spelen van München. Hij was de stuurman op het onderdeel twee met stuurman. Na 8.00,15 (derde tijd) in de eerste ronde en 8.17,37 (derde tijd) in de repêchage was het Nederlandse team uitgeschakeld.
In zijn actieve tijd was hij aangesloten bij de Delftse studentenroeivereniging Proteus-Eretes. Hij studeerde werktuigbouwkunde aan de TH Delft. Later ging hij als werktuigbouwkundig ingenieur werken bij Shell.

## Palmares

### Roeien (twee met stuurman)
- 1971: 6e EK - 7.17,89
- 1972: 3e repêchage OS - 8.17,37

Bernard Luttikhuizen · 
René Kieft · 
Herman Zaanen (stuurman)